# Kardos György (építészettörténész)
Kardos György (Szombathely, 1902. december 31. – Budapest, 1953. február 24.) építész, művészettörténész, egyetemi tanár, a műszaki tudományok kandidátusa (1952).

## Élete
Kardos (Kohn) Samu (1861–1938) izraelita elemi iskolai igazgató-tanító és Schlesinger Jenny (Eugénia) fia. Középiskoláit szülővárosában végezte. 1925-ben a budapesti Műegyetemen szerzett építészi oklevelet. 1926-tól 1938-ig Wälder Gyula építészi irodájában dolgozott és munkatársa volt az egyetemen. 1932 szeptemberétől 1938-ig a Műegyetem ókori építéstörténeti tanszékének tanársegédje volt, de 1938-ban kinevezését nem újították meg. Önálló tervezési munkásságából több kisebb lakóház-építkezésen kívül a mára már elpusztult Erzsébet téri Fonciére Biztosító Intézet székháza a legjelentősebb. A második világháború alatt munkaszolgálatos volt. 
1945 áprilisától 1945 szeptemberéig kisegítő tanársegéd volt a Műegyetem újkori tanszékén, majd kinevezték a tanszék adjunktusává. 1947 júniusában műszaki doktori oklevelet szerzett, és két évvel később intézeti tanárrá nevezték ki. Miközben a Műegyetemen működik, a Magyar Gyárépítő N. V.-nél tervező-szakértő munkát végzett: tervezte a Nemzeti Bank átépítését, a Ganz Vagongyár irodaépítését és a Ganz Villamossági Gyár raktárépületét. 1948 és 1951 között Károlyi Antal építésszel közösen készítette el a szófiai magyar követség háborúban megsérült épületének helyreállítási terveit. 
1951 szeptemberében a Műegyetem III. Építéstörténeti tanszékének nyilvános rendes tanárává és az építészkar dékánjává nevezték ki. 1951-ben a Magyar Építőművész Szövetségének elnökévé választották. A következő év szeptemberében az Építőipari Műszaki Egyetem első rektorának nevezték ki. Vezető szerepe volt az építészoktatás programjának korszerűsítésében és az új szocialista építészeti stílustörekvésekben, melynek hagyományát a klasszicizmusban vélte megtalálni. Halálát szívkoszorúér rögösödés okozta. Tagja volt a Építő-, Fa- és Építőanyagipari Dolgozók Szakszervezete központi vezetőségének, az Országos Béketanácsnak és a Magyar-Szovjet Társaság központi vezetőségének.
A budapesti Farkasréti temetőben helyezték végső nyugalomra.

## Művei
- Pompéji városszéli házai (Tér és Forma, 1947)
- Klasszikus tömeg-, felület- és térrendszerek (Budapest, 1947)
- Budapest műemléki kárai. Összeáll. Schoen Arnolddal, Zakariás G. Sándorral. (Budapest, 1949–1950)
- Építéstörténet. Egyetemi jegyzet (A Budapesti Műszaki Egyetem kiadványai. Budapest, 1951)
- Ókori építéstörténet. Egyetemi jegyzet Major Mátéval. (A Budapesti Műszaki Egyetem kiadványai. Budapest, 1951)
- Építészettörténet. Építőipari technikumi tankönyv. Többekkel. Ill. Ferenchalmi József és Medvedt László. (Budapest, 1951)
- A magyar barokk és copf építészet rövid összefoglalása (Révhelyi Elemérrel, Budapest, 1952)
- A magyar klasszicista építészet társadalmi, gazdasági és politikai alapjai (közreadta: Szentkirályi Zoltán, Budapest, 1952)
- A magyar klasszicista építészet (Budapest, 1953)
- A rabszolgatársadalmak építészete. I–IV. kötet. Egyetemi jegyzet Major Mátéval. (Budapest, 1953)
- Építészettörténeti és építőművészeti tanulmányok (Budapest, 1953)